# 地下式横穴墓

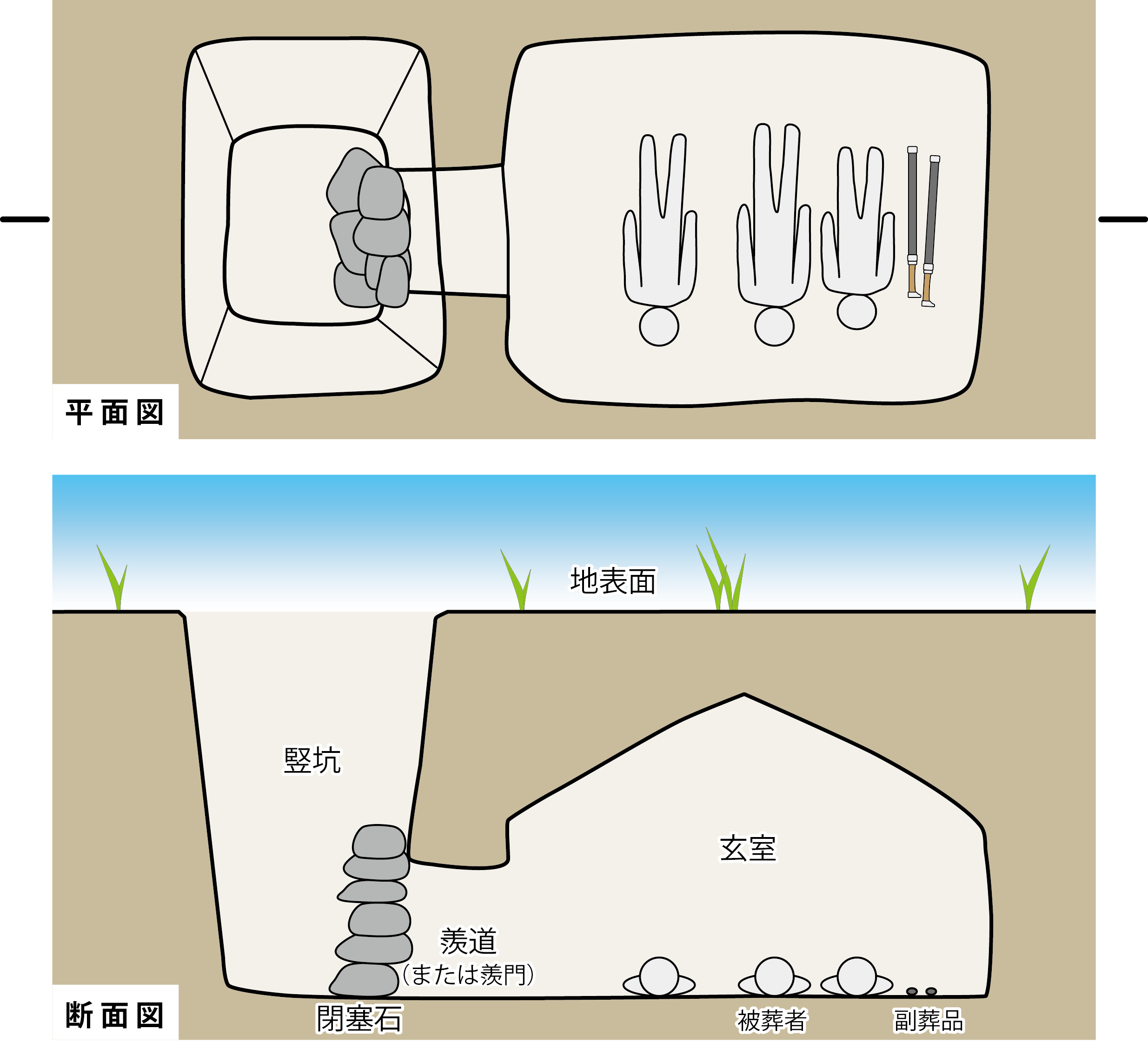
「地下式横穴墓」の模式図

地下式横穴墓（ちかしきよこあなぼ）は、地面に竪坑を掘り、そこからさらに横穴を掘って埋葬施設を構築し、その中に死者を葬る墓。5世紀から6世紀の古墳時代の九州地方南部、特に宮崎県南部から鹿児島県東部に現れた地域性の強い墓制として知られる。

## 概要
古墳時代中期以降全国的な展開を見せる横穴墓が、丘陵の山腹や崖面を穿って構築されるのに対し、地下式横穴墓は台地上部の平坦地などで深さ 2 - 3mの竪穴を掘り、竪穴の底から真横に掘削を進めることで、必ず地表面より低位（地下）に埋葬施設を構築することから、「横穴墓」との対比として「地下式」の語があてられる。

### 構造
竪坑
竪坑（「竪穴」と書かれることもある）は、平面形がおよそ楕円形ないし隅丸方形を成し、地下へ降りるための入口となる。昇降は梯子などを使った可能性が考えられるが、鹿児島県鹿屋市の岡崎古墳群18号墳1号地下式横穴墓では、竪坑の壁面に足掛けの段が検出されている。地下式横穴墓の葬送は追葬を行うことが多いため、竪坑を埋め戻すことはなく、開口させた状態、または上部に板石や木板を置いて封じていたと考えられる。
羨道
竪坑底から埋葬施設への入口となる部分は、「羨道」と呼ばれるが、その長さが「道」と呼ぶには短すぎる場合があるため「羨門」と呼ばれることもある。羨道入口は板石や川原石、粘土塊を積むことによって閉塞される。
玄室
玄室（埋葬施設）は、羨道のさらに奥に、広い横穴状空間を掘って造られる。羨道側から見て、奥行きが長い長方形のもの（妻入型）や、四辺の長さがほぼ均一な方形のもの、奥行に比して横幅が広いもの（平入型）、あるいは楕円形のものなどがある。天井がドーム状のものや、明らかに家屋の屋根を模した三角形の天井に、柱や棟木・桁の意匠を施したものが見られる。遺体は奥から伸展葬で葬られ、追葬ごとに手前（入口側）に安置されていったと見られるが、追葬時に、スペース確保のためか以前に葬られて白骨化した死者を奥壁側の隅に移動させた例がある。遺体の安置箇所は、床に直置きの場合もあるが、玉石による死床を設けるものや、板石による石棺を配置する例もある。遺体の傍らには鉄製武器類や土師器・須恵器、装身具などの副葬品が入れられ、それらは天井が崩壊しない限り土壌化を免れ、地下の閉塞された空間に長く保管され、また盗掘などの後世の影響を受けにくい特性から、発掘調査時には比較的良好な保全状態で検出されることが多い。
地上構造物
基本的に現状では地表面に古墳の墳丘のような構造物・標示物を持たない。そのため、後世にその所在が認知されていないことが多く、玄室天井の崩落で地上面が突然陥没して発見される例や、畑の耕作や農地改良の際、牛馬やトラクターが玄室の崩落に巻き込まれ、事故同然に発見される例もあったという。近年の埋蔵文化財発掘調査等では、事前に地中レーダー探査を行い、位置を把握することがある。また宮崎県都城市教育委員会は、農地などでの突然の地面陥没は、地下式横穴墓である可能性があるため、市ホームページで埋蔵文化財保護の観点から注意を喚起している。ただし、数基の地下式横穴が円形に密集してグループを作る例や、玄室直上の地表面に僅かな墳丘状の土盛がされた例があるため、本来は何らかの地上標示物があったが、それらが経年と共に削平ないし滅失し、竪坑も埋没して現状となった可能性がある。

### 群構造
地下式横穴墓1基が単独で造営されることはほぼなく、2 - 3基、あるいは100基以上で密集し群をなすのが通常である。したがって遺跡名は「（地名）+地下式横穴墓群」とされる。また上述のように、数基の地下式横穴が円形にグループを作る例や、円墳や前方後円墳などの高塚古墳の墳裾に竪坑を掘り、玄室主軸を古墳の墳頂部に向け、あたかも墳丘に従属、または墳丘を共有するように造営される例も知られている。

## 副葬品
最も多い副葬品は刀剣・弓矢などの鉄製武器類と土師器・須恵器などの土器類であり、特に鉄鏃が頻出する。鉄鏃の形態は圭頭鏃が圧倒的に多い。他に蛇行剣、異形鉄器が多いことも特徴的である。
また玉類、武具（甲冑）、馬具、鏡など、突出して豪華な副葬品を持つものがあり、これらが副葬される地下式横穴墓は、前方後円墳にも引けをとらない首長墓と考えられている。

## 分布
宮崎県児湯郡高鍋町大字上江の牛牧地下式横穴墓群を北限とし、鹿児島県鹿屋市吾平町の中尾地下式横穴墓群を南限とする。宮崎平野部から都城市・小林市・えびの市などの霧島火山群北麓の盆地地帯に展開し、霧島西麓の鹿児島県伊佐市の春村地下式横穴墓群を西端とする。大隅半島では宮崎県串間市から鹿児島県志布志市、曽於郡大崎町などの志布志湾岸と、大隅内陸部の鹿屋市域に広がる。主な分布域からやや離れて、熊本県人吉市天道ヶ尾遺跡で2基が検出され、西北限がえびの盆地を越えて球磨川流域に達することが明らかとなっている。
宮崎・鹿児島両県での発見総数は1000基を越えている。特に、宮崎県の最西端のえびの市地域では300基以上確認されている。

## ルーツと展開
宮崎県小林市の小木原（こぎばる）地下式横穴墓群内の一支群・蕨地下式横穴墓群で発見された、古墳時代前期後半～中期初頭に出現した「横口式土壙墓」がその初現形態と目されている。その後、玄室形状により家形系と土壙系に大きく類別される二者が、5世紀から6世紀を通じて諸県地域を経由して各地へと伝播した。
宮崎平野部、大隅半島志布志湾岸では前方後円墳などの高塚古墳の分布域と重複し、内陸部のえびの盆地、大口盆地付近では、地下式横穴墓と同じく南九州の地下式墓制の一つである「板石積石棺墓（地下式板石積石室墓）」の分布域とも重複する。

## 研究史
地下式横穴墓の発見記録は江戸時代から明治期まで遡り、桂川甫周の弟、森島（桂川）中良の著書『桂林漫録』には、1789年(寛政元年)に日向国猪の塚（宮崎県東諸県郡国富町本庄）で溝を掘っていた農夫が、四方の壁を朱で塗られた横穴につきあたり、多くの遺物が出土したという記事があり、郷土史家の瀬之口伝九郎はこれが地下式横穴墓の文献記述の初出と見ている。近代になり考古学の分野から研究が始められ、瀬之口伝九郎によって「地下式古墳」の名が与えられ、古墳時代墓制の一形式として捉えられるようになる。
その後、遺構の平面・断面形態の分類や変遷、副葬品からみた編年の検討など、考古学的手法による研究が徐々に始められた。

### 「隼人の墓制」論
また、これに並行して地下式横穴墓は、その特異な構造と、九州南部に集中分布する状況、九州南部が高塚古墳分布圏（古墳文化圏）の周縁に位置することから、文献上で古代律令国家から辺境の異部族と見なされた「隼人」の墓ではないかとする見解が現れた。
1960～80年代に入り、全国の古墳時代像が総括的に論じられるようになる中でこの論は加速し、地下式横穴墓を「日向・大隅隼人」の墓制、前述の板石積石棺墓（地下式板石積石室墓）を「薩摩隼人」の墓制、薩摩半島南部に分布する「立石土壙墓」を「阿多隼人」の墓制と位置付ける見解が相次いで出された。その成立要因については、同地が火山性土壌で平野も狭く、稲作に適さないうえ、外界から孤立・隔絶した環境であるためとし、弥生時代以降の文化的な変化が停滞した結果、独自の社会・勢力圏が成立した、と理解された。畿内を中心に列島にその支配権を拡大する大和朝廷（古墳文化圏）と、それに属さない化外の民「隼人」という図式で描くこの「九州南部の特殊な地下式墓制」=「隼人の墓」の認識は、広く一般にも受け入れられるようになっていった。
しかし、1990年代になって、地下式横穴墓に「隼人」を結びつける考え方は、はたして適切なのか、という疑問が多くの研究者、特に地元九州の研究者や学会から指摘されるようになった。
文献上での「隼人」の初出は『古事記』の神話部分であり、人皇時代では仁徳天皇条から登場しているが、確実な史実として「隼人」という呼称が使われ始めるのは7世紀後半の天武朝11年7月（682年隼人朝貢記録）以降とされる。これに対し地下式横穴墓の隆盛は5から6世紀を中心とし、少なくとも7世紀の中頃までしか存続しない。また、律令期に「隼人」と呼ばれた集団の居住域は、大隅国と薩摩国であり日向国を含んでおらず、宮崎県南部から鹿児島県東部に広がる地下式横穴墓の分布が、仮に墓制を共通する同一文化集団の居住地を示すものであるなら、大隅国の在地住民は「隼人」であるが、日向国の在地住民は「隼人」ではないことになる。これについては、そもそも「隼人」という存在自体が、律令政府により、大陸に倣った中華思想に基づき政治的・恣意的に創出された「擬似民族集団」であり、在来勢力や民族的な差異によって生じた概念ではないため、とする見解が有力である。
考古学の見地からも、高塚古墳群と地下式横穴墓群が完全に共存関係にある事例や、高塚古墳の主要な埋葬主体として地下式横穴墓が取り付く例など、両墓制の関係性が、「大和」対「在地勢力」という対立構図で説明できない事例が増加した。このような流れで、文献と考古学資料の安易な結びつけや、少なくとも飛鳥・奈良時代の「隼人」の概念を古墳時代の地下式墓制にまで波及させる考え方には、批判が強まっていった｡
1997年（平成9年）の宮崎考古学会「葬送儀礼にみる東アジアと隼人」では、地下式横穴と「隼人」とを結び付ける考えに否定的な意見が考古学研究者・文献史学研究者双方から相次ぎ、1990年代末までには「地下式横穴=隼人の墓」という見解は、考古学・文献史学両面から主たる学説とは見なされなくなった。

### 「隼人の墓制」論以降の研究
2000年代以降の地下式横穴墓研究は、発掘調査によって蓄積された膨大な出土資料やデータを駆使し、より考古学的な方法で、古墳時代の中の一地域墓制としての地下式横穴墓を検討するという方向が示され、遺構の形態による分類や副葬品組成による編年論・分布展開論、高塚古墳との関係性に基づく地下式墓制造営地域の社会構造論などが具体的に論じられるようになった。
現在では、同墓制の出現から発達、波及の過程などが明らかになりつつあり、古墳時代中期に高塚古墳の埋葬施設として横穴式石室が導入されたのと同じように、大陸からもたらされた「横穴系」墓制の情報（葬送観念と技術）が、当地では地下式構造を採用する形で取り入れられたのが地下式横穴墓であり、決して、他の地域から「孤立」・「隔絶」した風土の中に生まれた墓制ではなく、朝鮮半島や畿内政権との活発な地域間交流を通じて成立した墓制であった、とする理解が有力になりつつある。

## 各地の地下式横穴墓群

### 宮崎県
- 牛牧地下式横穴墓群（児湯郡高鍋町大字上江） - 主要分布域北限に位置する墓群。
- 小木原地下式横穴墓群（えびの市上江小木原）
- 大萩地下式横穴墓群（小林市野尻町三ヶ野）
- 島内地下式横穴墓群（えびの市島内） - 100基を超える地下式横穴墓からなる大墓群。出土品は一括して国の重要文化財に指定されている。
- 生目地下式横穴墓群（宮崎市大字跡江） - 生目古墳群内に所在し、同古墳群と共存関係にある。
- 下北方地下式横穴墓群（宮崎市下北方町） - 下北方古墳群内に所在し、同古墳群と共存関係にある。
- 灰ヶ野地下式横穴墓群（宮崎市田野町乙灰ヶ野）
- 六野原地下式横穴墓群（東諸県郡国富町大字八代） - 六野原古墳群内に所在し、同古墳群と共存関係にある。
- 西都原地下式横穴墓群（西都市大字三宅ほか） - 西都原古墳群内に分布し共存関係にある。西都原111号墳の墳丘直下に構築された4号地下式横穴墓などが著名。
- 酒元ノ上横穴墓群（西都市大字三宅ほか） - 西都原古墳群内で初めて確認された横穴墓群。横穴墓と地下式横穴墓との折衷構造を持ち、地下式横穴墓の終焉に関わる重要な遺構とされ、遺構に覆屋を建てて保存・公開されている。

### 鹿児島県
- 神領地下式横穴墓群（曽於郡大崎町神領・横瀬） - 神領古墳群内に所在し、同古墳群と共存関係にある。
- 岡崎地下式横穴墓群（鹿屋市串良町岡崎） - 岡崎古墳群内に所在し、同古墳群と共存関係にある。
- 中尾地下式横穴墓群（鹿屋市吾平町上名中尾） - 主要分布域南限に位置する墓群。

### 熊本県
- 天道ヶ尾地下式横穴墓群（人吉市七地町天道ヶ尾） - 同市天道ヶ尾遺跡内で発見された2基の地下式横穴墓。主要分布域からやや離れるが、同墓制の西北限を画する。